# Tantilla deviatrix
Tantilla deviatrix är en ormart som beskrevs av BARBOUR 1916. Tantilla deviatrix ingår i släktet Tantilla och familjen snokar. Inga underarter finns listade i Catalogue of Life.
Tantilla deviatrix beskrevs med hjälp av exemplar från delstaten San Luis Potosi i Mexiko.  Populationen godkänd som art av The Reptile Database. Den infogas istället som synonym i Tantilla wilcoxi.